# Шпеккухен
Шпе́ккухен (нем. Speckkuchen) — старинный немецкий открытый листовой пирог со шпиком. Специалитет саксонско-анхальтской и гессенской кухни. Стритфуд в Германии, популярное угощение на народных гуляньях, его часто также подают на закуску к молодому вину и гессенскому яблочному вину. В «Литовской кухарке» Винценты Завадской пирожки с начинкой из обжаренного сала «с пророслью» именуются шпекухами.
Шпеккухен готовят на дрожжевом тесте, в Северном Гессене тесто для шпеккухена замешивают на ржаной муке. Начинка шпеккухена представляет собой приправленную тмином смесь нарезанного кубиками шпика в яичной заливке с жирной сметаной, в зависимости от рецепта с рубленым луком-пореем или репчатым луком. Если порея в начинке много, пирог называют «зелёным» (нем. Grüner Kuchen). Перед выпечкой шпеккухен посыпают панировочными сухарями. Кассельские пекари выпекали шпеккухен по традиции в конце рабочего дня из остатков хлебного теста.
Самые ранние упоминания шпеккухена относятся к XV веку. Французский киш лорен по-немецки называется лотарингским шпеккухеном и предположительно имеет немецкое происхождение. Шпеккухен присутствует в дореволюционных русских кулинарных книгах под немецким названием. Е. И. Молоховец подразумевает под шпек-кухеном маленький продолговатый пирожок из дрожжевого теста с перченой начинкой из шпика, П. М. Зеленко — начинённые шпиком и грудинкой лепёшки из пресного или полуслоёного теста.